# Прапор Одеси
Пра́пор Оде́си затверджений 29 квітня 2011 року рішенням Одеської міської ради.

## Опис прапора

Прапор з версією герба згідно рекомендацій Українського геральдичного товариства

Прямокутне полотнище з трьох вертикальних рівновеликих смуг — червоної, білої та жовтої. На білій смузі — малий герб міста (співвідношення герба по висоті до сторони прапора становить 2:3). Автори — Ю. В'язовський та Г. Фаєр.